# Tefai Faehau
Tefai Faehau-Heitaa (26 febbraio 1988) è un calciatore francese nato a Tahiti, difensore del Vénus.

## Carriera

### Club
Ha sempre giocato nel campionato tahitiano.

### Nazionale
È stato convocato per la Coppa delle Nazioni oceaniane del 2016.